# سورث هرتفين
سورث هرتفين هي لهجة آرامية تطورت كانت تحكى أصلا في قرى منطقة سعرت جنوب شرق تركيا. يقدر عدد المتحدثين بها أقل من 1000 شخص لا يزال بعضهم يعيش في تركيا.